# Javiera Suárez
Javiera Consuelo Suárez Balbontín (Santiago, 29 de diciembre de 1982-ibídem, 12 de junio de 2019) fue una periodista chilena, conocida principalmente por su participación en el programa Así somos de La Red y por haber sido la conductora del programa No eres tú, soy yo de Zona Latina.

## Carrera televisiva
En 2008 Suárez debutó como reportera en el matinal Juntos de Canal 13 y a los pocos meses fue contratada como panelista de SQP de Chilevisión.
En 2010 llegó al matinal Pollo en Conserva, junto con Daniela Cerda, como comentarista de espectáculos. En 2011 se integró al programa Así somos y fue conductora de La culpa no es del chancho, adaptación chilena de The Soup, que emitió UCV Televisión, proyecto que fue cancelado a pocos días de su estreno. Durante 2011 condujo junto con Juan Andrés Salfate el programa El rincón de Salfate en FM Tiempo. Entre octubre de 2012 y junio de 2014 fue panelista del programa de espectáculos Secreto a voces en Mega, además condujo un programa de concursos en el mismo canal. En septiembre de 2014 firmó como rostro de Zona Latina.

## Vida personal
Javiera Suárez estudió en el Santiago College y en la Universidad Finis Terrae, donde se tituló de periodista.
En 2009 se sometió a una intervención quirúrgica para extirparle un lunar canceroso.
En octubre de 2015 contrajo matrimonio con el cirujano plástico Cristián Arriagada Irarrázaval. En mayo  de 2016 se le diagnosticó un cáncer de piel; Melanoma grado IV, el cual posteriormente se expandió a su hígado, huesos, pulmón y mama derecha mientras transcurrían siete semanas de embarazo. Para facilitar su tratamiento contra el cáncer se le «mencionó» la opción de abortar, a lo que ella se negó. Se somete a las 7 semanas de embarazo a una terapia experimental llamada inmunoterapia . Su hijo Pedro Milagros nació completamente sano, rompiendo un paradigma mundial de la medicina oncológica respecto al embarazo en pacientes con diagnóstico de melanoma, uno de los tipos más agresivos de cáncer de piel. El 10 de junio fue internada en la Clínica Alemana de Santiago, luego de que su condición de salud empeorara. Tras una larga batalla contra el cáncer, la periodista y comunicadora de televisión falleció el 12 de junio de 2019, a los 36 años. Está enterrada en el cementerio Parque del Recuerdo de Américo Vespucio, Huechuraba.

## Programas de televisión
| Año       | Programa                        | Rol        | Canal       |
| --------- | ------------------------------- | ---------- | ----------- |
| 2008      | Juntos, el show de la mañana    | Reportera  | Canal 13    |
| 2008      | SQP                             | Opinologa  | Chilevisión |
| 2010      | Pollo en Conserva               | Panelista  | La Red      |
| 2011-2012 | Así somos                       | Panelista  | La Red      |
| 2011      | La culpa no es del chancho      | Conductora | UCV         |
| 2011      | 82 entrega de los Premios Oscar | Conductora | La Red      |
| 2012-2014 | Secreto a voces                 | Opinóloga  | Mega        |
| 2013      | Xtreme Dance Chile              | Conductora | Mega        |
| 2014      | No eres tú, soy yo              | Conductora | Zona Latina |

## Programas de radio
| Año       | Programa             | Rol        | Radio     |
| --------- | -------------------- | ---------- | --------- |
| 2011-2012 | El rincón de Salfate | Conductora | FM Tiempo |